# ديفن بيراليس
ديفن بيراليس (بالإنجليزية: Devin Perales)‏ هو لاعب كرة قدم أمريكي في مركز حراسة المرمى، ولد في 15 أبريل 1993 في سيمي فالي في الولايات المتحدة. لعب مع Rio Grande Valley FC Toros ‏.

## وصلات خارجية
- ديفن بيراليس على موقع قاعدة بيانات كرة القدم.إي يو (الإنجليزية)
- ديفن بيراليس على موقع Soccerbase.com (لاعب) (الإنجليزية)
- ديفن بيراليس على موقع عالم كرة القدم.نت (الإنجليزية)